# ريان الحربي (لاعب كرة قدم مواليد 1992)
ريان لافي الحربي (مواليد 21 يناير 1992) هو لاعب كرة قدم سعودي يلعب في نادي النخل.

## مسيرة اللاعب
لعب في نادي الأنصار ونادي العلا ونادي الذهب ونادي النخل.